# 도쿄현상소
주식회사 도쿄현상소(株式会社東京現像所)는 주로 영화나 TV프로 등의 마무리를 실시하는 영상 포스트 프로덕션이다.
도호의 연결 자회사로, 한큐 한신 도호 그룹에 속한다.

## 개요
1955년, 당시 일본에서도 높아지고 있던 컬러 영화의 수요에 응할 수 있도록 , 도호·다이에이·오사와 상회·토와 상사등의 영화 관계 각사 및 후지야마 아이이치로등의 출자에 의해 영화용 필름의 현상소로서 설립.당초부터 색채 기술의 개발에 중점이 놓여져 그 성과는 1960년의 대영 「동생」(감독: 이치카와 쿤, 촬영: 미야카와 카즈오)에 대해 채용된 은남김이라고 불리는 현상 수법에도 결실 했다(「동생」은 1961년의 칸 국제 영화제 프랑스 영화 고등 기술 위원회상을 수상). 그 밖에도 오즈 야스지로의 컬러 작품이나 옵티컬한 방법이라고 불리는 현상 수법에도 결실했다(「동생」은 1961년의 칸느 국제 영화제 프랑스 영화제 프랑스 영화제"고등 기술 위원회상을 수상). "키다케"고 괴로운 일컬한 것인, "북극한"고쿠"이다.
현재는 디지털 인터디에이트, VFX, 디지털 시네마등의 분야에서 일본 내외의 영상 작품에 종사하고 있다.또 TV 보급기보다 애니메이션 프로그램과의 관계가 깊어 지금도 많은 애니메이션 프로그램 크레딧 타이틀로 엔딩에서 회사명을 자주 볼 수 있다. 2016년부터는 VFX 섹션에서 "Digital Clover"(디지털 클로버)라고 자칭하여 활동하고 있다.
커머셜 촬영이나 영화 촬영에 대한 수요가 아직 있기 때문에 필름 사업도 계속하고 있으며, 일본 국내에서 16mm 필름, 35mm 필름의 영화 필름 현상도 할 수 있는 몇 안 되는 거점 중 하나이다. 전용의 스캐너를 사용한 필름으로부터의 스캐닝 기술이 발달한 근래에는, 쿠로사와 아키라 작품 등 구작의 디지털 리마스터 작업도 실시하고 있다.